# Benito Juárez, Nacajuca
Benito Juárez är en ort i Mexiko.   Den ligger i kommunen Nacajuca och delstaten Tabasco, i den sydöstra delen av landet, 700 km öster om huvudstaden Mexico City. Benito Juárez ligger 7 meter över havet och antalet invånare är 182.
Terrängen runt Benito Juárez är mycket platt. Runt Benito Juárez är det tätbefolkat, med 442 invånare per kvadratkilometer. Närmaste större samhälle är Villahermosa, 5,6 km sydost om Benito Juárez. Runt Benito Juárez är det i huvudsak tätbebyggt.